# Chikkabiccodu, Belur
Chikkabiccodu là một làng thuộc tehsil Belur, huyện Hassan, bang Karnataka, Ấn Độ.